# 5 Podhalańska Brygada Wojsk Obrony Wewnętrznej
5 Podhalańska Brygada Wojsk Obrony Wewnętrznej (5 BWOWew) – związek taktyczny Wojsk Obrony Wewnętrznej Wojska Polskiego.

## Formowanie
Brygada powstała w grudniu 1966 r. na bazie 5 Brygady im. Ziemi Krakowskiej Korpusu Bezpieczeństwa Wewnętrznego. Jej zadaniem była ochrona obiektów rządowych w okresie zagrożenia bezpieczeństwa państwa i wojny oraz udział w zwalczaniu desantów powietrznych i ugrupowań dywersyjnych. W 1975 r. brygadę przeniesiono na etaty wojenno-pokojowe. Zarządzeniem szefa Sztabu Generalnego WP nr 034/Org z 30.03.1989 brygadę rozformowano tworząc na jej bazie 5 Pułk Strzelców Podhalańskich.

## Struktura brygady
- dowództwo i sztab
- trzy pułki piechoty zmotoryzowanej (w każdym trzy bataliony, bateria moździerzy i bateria dział bo)

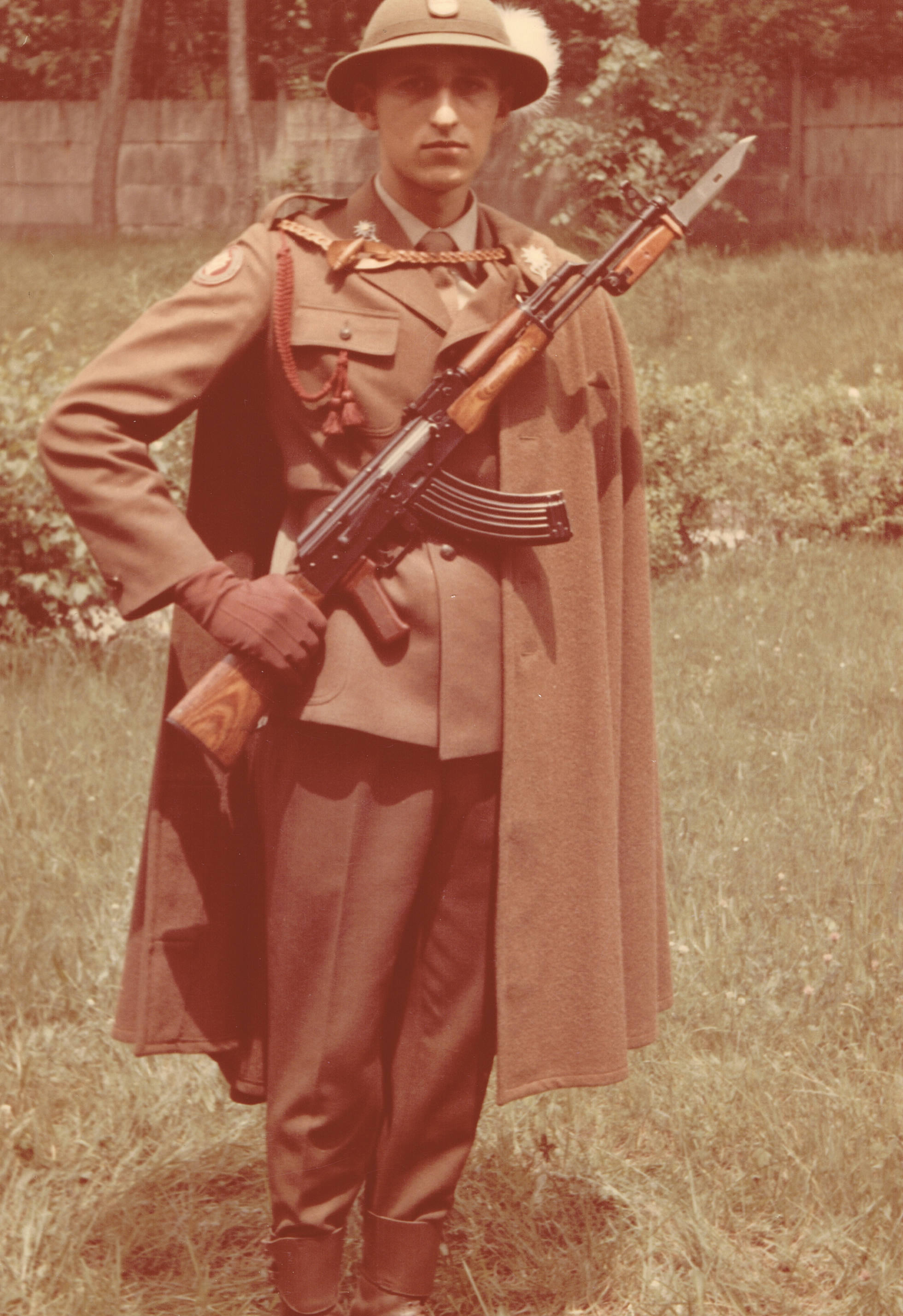
Żołnierz służby zasadniczej 1987r.

- batalion czołgów
- dywizjon armat 76 mm
- dywizjon moździerzy 120 mm
- dywizjon armat plot 37 mm
- kompania rozpoznawcza
- Żołnierz służby zasadniczej 1987r.kompania saperów
- kompania chemiczna
- kompania łączności
- kompania regulacji ruchu
- kompania medyczna